# Wichaya Ganthong
Wichaya Ganthong (thailändisch วิชญะ แก่นทอง, * 9. Juni 1993 in Surat Thani) ist ein thailändischer Fußballspieler.

## Karriere
Wichaya Ganthong spielt seit mindestens 2019 beim Ranong United FC in Ranong. 2019 spielte er mit Ranong United in der dritten Liga, der Thai League 3, in der Lower Region. Mit dem Verein wurde er Vizemeister und stieg in die zweite Liga auf. In der dritten Liga stand er 26-mal im Tor. In der zweiten Liga bestritt er 26 Ligaspiele. Am 1. August 2021 wechselte er zum Drittligisten Surat Thani FC. Mit dem Verein aus Surat Thani spielte er in der Southern Region der Liga. Am Ende der Saison musste er mit Surat Thani in die Thailand Amateur League absteigen. Im Sommer 2022 wechselte er zum Drittligaaufsteiger Mueang Kon D United FC. Mit dem Verein aus Surat Thani spielte er 14-mal in der Southern Region der Liga. Am Ende der Saison musste er mit dem Verein aus der dritten Liga absteigen. Nach dem Abstieg verließ er den Verein und schloss sich dem ebenfalls in der Southern Region spielenden Phatthalung FC an. Am 3. März 2024 stand er mit Phatthalung im Finale des Thai League 3 Cups. Hier bezwang man den Maejo United FC mit 1:0 nach Verlängerung. Am Ende der Saison 2023/24 wurde er mit dem Verein aus Phatthalung Vizemeister der Region. In den Aufstiegsspielen zur zweiten Liga konnte man sich jedoch nicht durchsetzen. Nach einer Spielzeit wechselte er im Sommer 2024 zum Erstligaaufsteiger Rayong FC. Dieser verlieh ihn im folgenden Oktober für einen Monat an den Drittligisten Pluakdaeng United FC, der ebenfalls in Rayong beheimatet ist und bestritt dort vier Ligaspiele.

## Erfolge
Ranong United FC
- Thai League 3 – Lower Region: 2019 (Vizemeister)  ▲

Phatthalung FC
- Thai League 3 Cup: 2023/24